# NGC 2537
NGC 2537 é uma galáxia espiral barrada (SBm) localizada na direcção da constelação de Lynx. Possui uma declinação de +45° 59' 29" e uma ascensão recta de 8 horas, 13 minutos e 14,4 segundos.
A galáxia NGC 2537 foi descoberta em 6 de Fevereiro de 1788 por William Herschel.